# Дуглас, Уильям, 3-й лорд Дуглас
Уильям II Длинноногий Дуглас (англ. William Longleg of Douglas, ум. до 20 октября 1274) — 3-й лорд Дуглас с после 1240, старший сын Арчибальда, 2-го лорда Дугласа.

## Биография
Во время несовершеннолетия короля Шотландии Александра III за власть боролись две соперничающие партии, одну из которых возглавлял граф Ментейта Уолтер Комин, а другую юстициарий Шотландии Алан Дорвард. Борьба эта шла с переменным успехом.
Благодаря браку Уильям получил богатое поместье Фаудон в Нортумберленде. Благодаря этому он был сторонником проанглийской партии, которая поддержала Алана Дорварда, который в 1255 году смог отстранить партию Уолтера Коммина. Однако в 1257 году Уолтер Коммин смог захватить короля Александра. Это привело к тому, что Алан Дорвард был вынужден согласиться на создание объединённого регентского совета. Одним из подписавших этот документ был и Уильям Дуглас.
Точно неизвестно, когда Уильям умер. В акте, датированном 20 октября 1274 года он упоминается как умерший.

## Брак и дети
Жена: Констанция из Батейла. Дети:
- Хьюго (ум. до 1289)
- Уильям III Смелый (ум. 1298), 4-й лорд Дуглас
- Виллельма (ум. декабрь 1302); муж: Уильям Галбрейт

Дэвид Хьюм из Годскрофта утверждает, что женой Уильяма Дугласа была Марджери, графиня Каррик, которая после смерти Уильяма вышла замуж за Роберта Брюса, отца короля Роберта I Брюса. Однако сведения о браке Марджери и Уильяма Дугласа противоречат документам.